# Polydesmus minutulus
Polydesmus minutulus är en mångfotingart som beskrevs av Jean-Paul Mauriès 1985. Polydesmus minutulus ingår i släktet Polydesmus och familjen plattdubbelfotingar. Inga underarter finns listade i Catalogue of Life.